# Grzegorz Fitelberg
Grzegorz Fitelberg (Daugavpils, 18 ottobre 1879 – Katowice, 10 giugno 1953) è stato un direttore d'orchestra, compositore e violinista polacco.
È stato membro del gruppo Polska Młoda (Giovane Polonia), insieme ad artisti come Karol Szymanowski, Ludomir Różycki e Mieczysław Karłowicz.
Fitelberg nacque in Lettonia da una famiglia ebrea polacca; suo padre era Hozjasz Fitelberg, sua madre Matylda Niezrównan. Nel 1908 diresse al Teatro dell'opera di Varsavia; nel 1912 alla Wiener Staatsoper. Durante la prima guerra mondiale collaborò con i Ballets Russes e nel 1922 diresse la prima esecuzione di Mavra di Igor Stravinskij. Dal 1921 al 1934 fu direttore principale dell'Orchestra Filarmonica di Varsavia, promuovendo molta musica di autori contemporanei. Nel 1935 organizzò l'Orchestra Sinfonica Nazionale della Radio Polacca.
Suo figlio è il compositore polacco-americano Jerzy Fitelberg, che seguì le orme del padre.
Il Concorso Internazionale per Direttori Grzegorz Fitelberg, uno dei più importanti concorsi musicali in Polonia, si svolge  dal 1979 a Katowice presso la Filarmonica della Slesia.